# Општина Руиз (Најарит)
Руиз (шп. Ruíz) општина је у Мексику у савезној држави Најарит. Општина се налази на надморској висини од 20 м.

## Становништво
Према подацима из 2010. у општини је живело 23469 становника.

### Хронологија
| Година       | 2000                  | 2005                  | 2010                  |
| ------------ | --------------------- | --------------------- | --------------------- |
| Становништво | 21722 (11007 / 10715) | 20996 (10489 / 10507) | 23469 (11861 / 11608) |

### Попис
| \| \| м \| \| \| ж \| \| 0—2 \| 810 \| \| \| 735 \| \| 3—5 \| 740 \| \| \| 712 \| \| 6—11 \| 1.499 \| \| \| 1.414 \| \| 12—14 \| 782 \| \| \| 746 \| \| 15—17 \| 774 \| \| \| 730 \| \| 18—24 \| 1.425 \| \| \| 1.463 \| \| 60+ \| 1.298 \| \| \| 1.285 \| \| Просек : \| 28,4 \| \| \| 28,8 \| |       |  |  |       |
| |       |  |  |       |
| | м     |  |  | ж     |
| 0—2 | 810   |  |  | 735   |
| 3—5 | 740   |  |  | 712   |
| 6—11 | 1.499 |  |  | 1.414 |
| 12—14 | 782   |  |  | 746   |
| 15—17 | 774   |  |  | 730   |
| 18—24 | 1.425 |  |  | 1.463 |
| 60+ | 1.298 |  |  | 1.285 |
| Просек : | 28,4  |  |  | 28,8  |

| #   | Индикатор                                                                                        | Вредност |
| --- | ------------------------------------------------------------------------------------------------ | -------- |
| 1   | Становништво од 0 до 2 године                                                                    | 1545     |
| 2   | Мушко становништво од 0 до 2 године                                                              | 810      |
| 3   | Женско становништво од 0 до 2 године                                                             | 735      |
| 4   | Становништво са 3 и више година                                                                  | 21887    |
| 5   | Мушко становништво са 3 и више година                                                            | 11034    |
| 6   | Женско становништво са 3 и више година                                                           | 10853    |
| 7   | Становништво са 5 и више година                                                                  | 20927    |
| 8   | Мушко становништво са 5 и више година                                                            | 10545    |
| 9   | Женско становништво са 5 и више година                                                           | 10382    |
| 10  | Становништво са 12 и више година                                                                 | 17522    |
| 11  | Мушко становништво са 12 и више година                                                           | 8795     |
| 12  | Женско становништво са 12 и више година                                                          | 8727     |
| 13  | Становништво са 15 и више година                                                                 | 15994    |
| 14  | Мушко становништво са 15 и више година                                                           | 8013     |
| 15  | Женско становништво са 15 и више година                                                          | 7981     |
| 16  | Становништво са 18 и више година                                                                 | 14490    |
| 17  | Мушко становништво са 18 и више година                                                           | 7239     |
| 18  | Женско становништво са 18 и више година                                                          | 7251     |
| 19  | Становништво од 3 до 5 година                                                                    | 1452     |
| 20  | Мушко становништво од 3 до 5 година                                                              | 740      |
| 21  | Женско становништво од 3 до 5 година                                                             | 712      |
| 22  | Становништво од 6 до 11 година                                                                   | 2913     |
| 23  | Мушко становништво од 6 до 11 година                                                             | 1499     |
| 24  | Женско становништво од 6 до 11 година                                                            | 1414     |
| 25  | Становништво од 8 до 14 година                                                                   | 3504     |
| 26  | Мушко становништво од 8 до 14 година                                                             | 1818     |
| 27  | Женско становништво од 8 до 14 година                                                            | 1686     |
| 28  | Становништво од 12 до 14 година                                                                  | 1528     |
| 29  | Мушко становништво од 12 до 14 година                                                            | 782      |
| 30  | Женско становништво од 12 до 14 година                                                           | 746      |
| 31  | Становништво од 15 до 17 година                                                                  | 1504     |
| 32  | Мушко становништво од 15 до 17 година                                                            | 774      |
| 33  | Женско становништво од 15 до 17 година                                                           | 730      |
| 34  | Становништво од 18 до 24 године                                                                  | 2888     |
| 35  | Мушко становништво од 18 до 24 године                                                            | 1425     |
| 36  | Женско становништво од 18 до 24 године                                                           | 1463     |
| 37  | Женско становништво од 15 до 49 година                                                           | 5737     |
| 38  | Становништво са 60 и више година                                                                 | 2583     |
| 39  | Мушко становништво са 60 и више година                                                           | 1298     |
| 40  | Женско становништво са 60 и више година                                                          | 1285     |
| 41  | Однос између мушкараца и жена                                                                    | 102.18   |
| 42  | Становништво од нуле до 14 година                                                                | 7438     |
| 43  | Становништво од 15 до 64 године                                                                  | 14083    |
| 44  | Становништво од 65 година и више                                                                 | 1911     |
| 45  | Просечан број деце                                                                               | 2.97     |
| 46  | Становништво рођено у ентитету                                                                   | 20553    |
| 47  | Мушко становништво рођено у ентитету                                                             | 10430    |
| 48  | Женско становништво рођено у ентитету                                                            | 10123    |
| 49  | Становништво рођено у другом ентитету                                                            | 2585     |
| 50  | Мушко становништво рођено у другом ентитету                                                      | 1259     |
| 51  | Женско становништво рођено у другом ентитету                                                     | 1326     |
| 52  | Становништво од 5 година и више резидентно у ентитету у јуну 2005. године                        | 19745    |
| 53  | Мушко становништво старосног доба од 5 година и више, резидентно у ентитету у јуну 2005. године  | 9885     |
| 54  | Женско становништво старосног доба од 5 и више година, резидентно у ентитету у јуну 2005. године | 9860     |
| 55  | Становништво од 5 година и више које је живело у другом ентитету у јуну 2005. године             | 653      |
| 56  | Мушко становништво старије од 5 година које је живело у другом ентитету у јуну 2005. године      | 319      |
| 57  | Женско становништво старије од 5 година које је живело у другом ентитету у јуну 2005. године     | 334      |
| 58  | Становништво од 3 године и више које говори аутохтони језик                                      | 2668     |
| 59  | Мушко становништво старо 3 године и више које говори аутохтони језик                             | 1325     |
| 60  | Женско становништво старо 3 године и више које говори аутохтони језик                            | 1343     |
| 61  | Становништво од 3 године и више које говори аутохтони језик и не говори шпански језик            | 170      |
| 62  | Мушко становништво старо 3 године и више које говори аутохтони језик и не говори шпански         | 60       |
| 63  | Женско становништво старо 3 године и више које говори аутохтони језик и не говори шпански језик  | 110      |
| 64  | Становништво старо 3 године и више које говори аутохтони језик и шпански                         | 2408     |
| 65  | Мушко становништво старо 3 године и више које говори аутохтони језик и шпански                   | 1223     |
| 66  | Женско становништво старо 3 године и више које говори аутохтони језик и шпански                  | 1185     |
| 67  | Становништво од 5 година и више које говори аутохтони језик                                      | 2545     |
| 68  | Становништво од 5 година и више које говори аутохтони језик и не говори шпански језик            | 147      |
| 69  | Становништво од 5 година и више које говори аутохтони језик и говори шпански језик               | 2313     |
| 70  | Становништво у домородачким домаћинствима                                                        | 3687     |
| 71  | Становништво са ограничењима у активностима                                                      | 1050     |
| 72  | Становништво са ограниченим ходањем или кретањем, горе или доле                                  | 620      |
| 73  | Становници са ограничењима вида, чак и уз кориштење сочива                                       | 183      |
| 74  | Становништво са ограничењима говора, комуникације или конверзације                               | 103      |
| 75  | Становништво са ограниченим слухом                                                               | 103      |
| 76  | Становништво са ограничењима при одевању, купању или јелу                                        | 45       |
| 77  | Становништво са ограничењима у опажању или учењу једноставних ствари                             | 49       |
| 78  | Становништво са менталним ограничењима                                                           | 111      |
| 79  | Становништво без ограничења активности                                                           | 22323    |
| 80  | Становништво од 3 до 5 година које не похађа школу                                               | 665      |
| 81  | Мушко становништво од 3 до 5 година које не похађа школу                                         | 356      |
| 82  | Женско становништво од 3 до 5 година које не похађа школу                                        | 309      |
| 83  | Становништво од 6 до 11 година које не похађа школу                                              | 87       |
| 84  | Мушко становништво од 6 до 11 година које не похађа школу                                        | 46       |
| 85  | Женско становништво од 6 до 11 година које не похађа школу                                       | 41       |
| 86  | Становништво од 12 до 14 година које не похађа школу                                             | 119      |
| 87  | Мушко становништво од 12 до 14 година које не похађа школу                                       | 69       |
| 88  | Женско становништво од 12 до 14 година које не похађа школу                                      | 50       |
| 89  | Становништво од 15 до 17 година похађа школу                                                     | 976      |
| 90  | Мушко становништво од 15 до 17 година похађа школу                                               | 482      |
| 91  | Женско становништво између 15 и 17 година живота у школи                                         | 494      |
| 92  | Становништво од 18 до 24 године похађа школу                                                     | 604      |
| 93  | Мушко становништво од 18 до 24 године похађа школу                                               | 284      |
| 94  | Женско становништво од 18 до 24 године похађа школу                                              | 320      |
| 95  | Становништво од 8 до 14 година које не може да чита и пише                                       | 144      |
| 96  | Мушко становништво старосног доба од 8 до 14 година које не може да чита и пише                  | 88       |
| 97  | Женско становништво старосног доби од 8 до 14 година које не може да чита и пише                 | 56       |
| 98  | Становништво од 15 година и више које је неписмено                                               | 1545     |
| 99  | Мушко становништво од 15 година и више које је неписмено                                         | 727      |
| 100 | Женско становништво од 15 година и више које је неписмено                                        | 818      |
| 101 | Становништво старо 15 и више година без школовања                                                | 1619     |
| 102 | Мушко становништво старо 15 и више година без школовања                                          | 805      |
| 103 | Женско становништво старо 15 и више година без школовања                                         | 814      |
| 104 | Становништво старосног доба 15 и више година са непотпуним основним образовањем                  | 3114     |
| 105 | Мушко становништво старосног доба од 15 година и више са непотпуном основним образовањем         | 1620     |
| 106 | Женско становништво старосног доба 15 и више година са непотпуном основним образовањем           | 1494     |
| 107 | Становништво старо 15 и више година са комплетним основним образовањем                           | 2341     |
| 108 | Мушко становништво старо 15 година и више са комплетним основним образовањем                     | 1144     |
| 109 | Женско становништво старо 15 и више година са комплетним основним образовањем                    | 1197     |
| 110 | Становништво старосног доба 15 и више година са непотпуним средњим образовањем                   | 870      |
| 111 | Мушко становништво старосног доба од 15 година и више са непотпуним средњим образовањем          | 482      |
| 112 | Женско становништво старосног доба од 15 година и више са непотпуним средњим образовањем         | 388      |
| 113 | Становништво старо 15 и више година са пуним секундарном образовањем                             | 3838     |
| 114 | Мушко становништво старосног доба од 15 година и више са пуним секундарном образовањем           | 1986     |
| 115 | Женско становништво старосног доба од 15 година и више са пуним секундарном образовањем          | 1852     |
| 116 | Становништво старије од 18 година са постосновним образовањем                                    | 3624     |
| 117 | Мушко становништво старије од 18 година са постосновним образовањем                              | 1712     |
| 118 | Женско становништво старије од 18 година са постосновним образовањем                             | 1912     |
| 119 | Просечна оцена школовања                                                                         | 7.26     |
| 120 | Просечан ниво образовања мушке популације                                                        | 7.19     |
| 121 | Просечан ниво образовања женског становништва                                                    | 7.33     |
| 122 | Економски активно становништво                                                                   | 8621     |
| 123 | Економски активна мушка популација                                                               | 6429     |
| 124 | Економски активна женска популација                                                              | 2192     |
| 125 | Становништво које није економски активно                                                         | 8758     |
| 126 | Мушко становништво које није економски активно                                                   | 2265     |
| 127 | Женско становништво које није економски активно                                                  | 6493     |
| 128 | Запослено становништво                                                                           | 8279     |
| 129 | Запослено мушко становништво                                                                     | 6147     |
| 130 | Запослено женско становништво                                                                    | 2132     |
| 131 | Незапослена популација                                                                           | 342      |
| 132 | Незапослена мушка популација                                                                     | 282      |
| 133 | Незапослена женска популација                                                                    | 60       |
| 134 | Становништво без права на здравствене услуге                                                     | 5638     |
| 135 | Становништво које има право на здравствене услуге                                                | 17789    |
| 136 | Становништво које има право на ИМСС                                                              | 4566     |
| 137 | Становништво које има право на социјално осигурање                                               | 1298     |
| 138 | Становништво које има право на државно социјално осигурање                                       | 14       |
| 139 | Становништво које има право на опште осигурање или здравствено осигурање за нову генерацију      | 11945    |
| 140 | Становништво које је било једном или није било у браку током 12 година и више                    | 5730     |
| 141 | Венчано или уједињено становништво од 12 година и више                                           | 9981     |
| 142 | Становништво које је било у браку или уједињено 12 година и више                                 | 1796     |
| 143 | Становништво са католичком религијом                                                             | 20583    |
| 144 | Протестанти, еванђелисти и библијски следбеници различити од еванђелиста                         | 1897     |
| 145 | Становништво са другим религијама различитим од претходних                                       | 12       |
| 146 | Становништво без религије                                                                        | 838      |
| 147 | Укупно пописаних домаћинства                                                                     | 6059     |
| 148 | Пописна домаћинства на челу са мушкарцима                                                        | 4673     |
| 149 | Пописна домаћинства на челу са женама                                                            | 1386     |
| 150 | Становништво у пописним домаћинствима                                                            | 23437    |
| 151 | Становништво у пописним домаћинствима на челу са мушкарцима                                      | 18909    |
| 152 | Становништво у пописним домаћинствима на челу са женама                                          | 4528     |
| 153 | Укупно домаћинстава                                                                              | 7496     |
| 154 | Укупно насељених домаћинстава                                                                    | 6066     |
| 155 | Укупно приватних кућа                                                                            | 7489     |
| 156 | Насељени приватни домови                                                                         | 6059     |
| 157 | Укупно насељених приватних кућа                                                                  | 6066     |
| 158 | Ненасељене приватне куће                                                                         | 1115     |
| 159 | Појединачна домаћинства за привремену употребу                                                   | 315      |
| 160 | Становници у насељеним приватним кућама                                                          | 23437    |
| 161 | Насељеност станара у приватним становима                                                         | 3.87     |
| 162 | Просечно становника по соби у приватним насељеним домаћинствима                                  | 1.2      |
| 163 | Појединачна домаћинства са подовима од различитих материјала од земље                            | 5615     |
| 164 | Појединачна домаћинства у приземљу                                                               | 431      |
| 165 | Појединачна домаћинства са једном спаваћом собом                                                 | 2645     |
| 166 | Појединачна домаћинства са две спаваће собе и више                                               | 3409     |
| 167 | Појединачна домаћинства са једним собом                                                          | 515      |
| 168 | Појединачна домаћинства са две собе                                                              | 1457     |
| 169 | Појединачна домаћинства са 3 собе и више                                                         | 4077     |
| 170 | Појединачна домаћинства која имају електрично светло                                             | 5687     |
| 171 | Појединачна домаћинства која немају електрично светло                                            | 366      |
| 172 | Појединачна домаћинства која имају водоводну воду у стамбеном простору                           | 5293     |
| 173 | Појединачна домаћинства која немају водоводну воду у стамбеном простору                          | 757      |
| 174 | Појединачна домаћинства која имају тоалет                                                        | 5329     |
| 175 | Појединачна домаћинства која имају канализацију                                                  | 5208     |
| 176 | Појединачна домаћинства која немају канализацију                                                 | 821      |
| 177 | Појединачна домаћинства која имају електрично светло, довод воде из јавне мреже и канализацију   | 4690     |
| 178 | Појединачна домаћинства без икаквих услова                                                       | 335      |
| 179 | Појединачна домаћинства која имају радио                                                         | 4486     |
| 180 | Појединачна домаћинства која имају телевизор                                                     | 5361     |
| 181 | Појединачна домаћинства која имају фрижидер                                                      | 4755     |
| 182 | Појединачна домаћинства која имају машину за веш                                                 | 3666     |
| 183 | Појединачна домаћинства која имају аутомобил или комби                                           | 2194     |
| 184 | Појединачна домаћинства која имају рачунар                                                       | 746      |
| 185 | Појединачна домаћинства која имају фиксну телефонску линију                                      | 2203     |
| 186 | Појединачна домаћинства која имају мобилни телефон                                               | 2913     |
| 187 | Појединачна домаћинства која имају приступ интернету                                             | 492      |